# 前290年
| 千纪： | 前1千纪 |
| 世纪： | 前4世纪 \| 前3世纪 \| 前2世纪 |
| 年代： | 前320年代 \| 前310年代 \| 前300年代 \| 前290年代 \| 前280年代 \| 前270年代 \| 前260年代                                                            |
| 年份： | 前295年 \| 前294年 \| 前293年 \| 前292年 \| 前291年 \| 前290年 \| 前289年 \| 前288年 \| 前287年 \| 前286年 \| 前285年                              |
| 纪年： | 周赧王二十五年 魯後文公十三年 齊湣王十一年 趙惠文王九年 魏昭王六年 韓釐王六年 秦昭襄王十七年 楚頃襄王九年 宋康王三十九年 衛懷君三年 燕昭王二十四年 |

## 大事记
- 魏国割河東400里予秦国。韓国割武遂200里予秦国。

## 出生
- 呂不韋，中國戰國時代衛國著名商人，在秦国為相十三年。
- 景差，战国时期楚国辞赋家
- 科尔基达斯，古希腊诗人，哲学家
- 科林斯的亞歷山大，科林斯及優卑亞島将军

## 逝世
- 杰拉的阿波罗多拉斯，古希腊新喜剧诗人
- 歐奈西克瑞塔斯，古希臘作家
- 麦加斯梯尼，撰述印度历史的古希臘作家